# Jaime Valdés
Jaime Andrés Zapata Valdés (Santiago del Cile, 11 gennaio 1981) è un ex calciatore cileno, di ruolo centrocampista.
È soprannominato El Pajarito (in lingua italiana L'Uccellino).

## Caratteristiche tecniche
Elemento offensivo, la sua collocazione naturale è nel ruolo di esterno sinistro di centrocampo ma può giocare anche come esterno destro, da trequartista, e nel ruolo di seconda punta.
Il suo direttore sportivo all'Atalanta, Carlo Osti, lo ha definito come un giocatore dotato di una buona tecnica e di un discreto dribbling, essendo forte nell'uno contro uno.

## Carriera

### Club
Cresciuto calcisticamente nel Palestino, squadra militante nella Liga Chilena de Fútbol Primera División, allenata da Manuel Pellegrini.
Scoperto giovanissimo dal direttore sportivo del Bari Carlo Regalia, nel gennaio 2000 viene tesserato dal Bari e l'allenatore Eugenio Fascetti lo fa esordire nella massima serie, dove resterà per cinque stagioni. Nel capoluogo pugliese viene allenato da Attilio Perotti, Marco Tardelli e Giuseppe Pillon, collezionando in totale 119 presenze e 8 gol.
Nel corso della sessione estiva del mercato 2004 si trasferisce alla Fiorentina, dove colleziona cinque presenze in mezza stagione.
Nel gennaio 2005 approda al Lecce come contropartita tecnica per il trasferimento di Valeri Bojinov al club viola, siglando la sua prima e unica rete stagionale contro il Chievo. La stagione successiva, giocata per il secondo anno consecutivo nella massima serie, colleziona 26 presenze e nessun gol. Nella stagione 2006-2007 riesce a mettere in mostra le sue doti tecnico-tattiche, tra cui l'abilità nel dribbling e nell'assist, diventando un calciatore indispensabile per la squadra. Alla fine del torneo sono 8 i gol realizzati, alcuni dei quali di pregevole fattura.
Dal campionato 2008-2009 milita nelle file dell'Atalanta a seguito di un contratto stipulato a inizio stagione, diventando subito uno dei beniamini dei tifosi per il suo impegno e per le sue serpentine tra le difese avversarie. Il 30 novembre 2008, nella partita Atalanta-Lazio realizza il suo primo gol con la casacca neroazzurra e si ripete la settimana successiva contro l'Udinese con un gol ad effetto. Viene impiegato con continuità e alla fine dell'anno totalizza 28 presenze condite da 3 gol, l'ultimo dei quali a danno del Genoa nella quartultima partita di campionato.
L'anno successivo disputa un campionato ad altissimo livello, siglando 7 goal (suo record personale in serie A e che gli son valsi la convocazione nella nazionale cilena) senza riuscire tuttavia ad impedire che la squadra retroceda.

L'ottimo campionato disputato fa puntare gli occhi di molte squadre su di lui, di cui lo Sporting Lisbona che l'8 luglio 2010 ne ufficializza l'acquisto.
Esordisce con la nuova maglia il 29 luglio nell'incontro di Europa League contro il Nordsjælland subentrando al 71 a Simon Vukčević. L'esordio in campionato avviene alla prima giornata della Liga portoghese nell'incontro perso dallo Sporting contro il Paços de Ferreira (1-0). Va a segno per la prima volta con la maglia biancoverde il 31 ottobre siglando una doppietta contro l'União de Leiria. Conclude la stagione con 37 presenze e 6 reti così ripartite: 24 presenze e 5 reti in campionato, 3 presenze in Coppa di Portogallo, 3 presenze e una rete nella Coppa di Lega e 7 presenze in Europa League.
Il 6 luglio 2011 nell'ambito dell'operazione che porta Bojinov allo Sporting Lisbona, viene ceduto in prestito con diritto di riscatto al Parma.
Trova la prima rete con la nuova maglia il 23 ottobre 2011 in Parma-Atalanta, terminata 2-1 per gli ospiti.
Il 22 settembre 2012 realizza su calcio di rigore la sua prima rete nel campionato 2012-2013, nel match casalingo terminato 1-1 contro la Fiorentina.

## Statistiche

### Presenze e reti nei club
Statistiche aggiornate al 13 marzo 2016.
| Stagione         | Squadra          | Campionato       | Campionato | Campionato | Coppe nazionali | Coppe nazionali | Coppe nazionali | Coppe continentali | Coppe continentali | Coppe continentali | Altre coppe | Altre coppe | Altre coppe | Totale | Totale |
| Stagione         | Squadra          | Comp             | Pres       | Reti       | Comp            | Pres            | Reti            | Comp               | Pres               | Reti               | Comp        | Pres        | Reti        | Pres   | Reti   |
| ---------------- | ---------------- | ---------------- | ---------- | ---------- | --------------- | --------------- | --------------- | ------------------ | ------------------ | ------------------ | ----------- | ----------- | ----------- | ------ | ------ |
| 1998             | Palestino        | PD               | 6          | 0          | CC              | 0               | 0               | -                  | -                  | -                  | -           | -           | -           | 6      | 0      |
| 1999             | Palestino        | PD               | 33         | 15         | -               | -               | -               | -                  | -                  | -                  | -           | -           | -           | 33     | 15     |
| Totale Palestino | Totale Palestino | Totale Palestino | 39         | 15         |                 | 0               | 0               |                    | -                  | -                  |             | -           | -           | 39     | 15     |
| gen.-giu. 2000   | Bari             | A                | 0          | 0          | CI              | -               | -               | -                  | -                  | -                  | -           | -           | -           | 0      | 0      |
| 2000-2001        | Bari             | A                | 8          | 0          | CI              | 2               | 0               | -                  | -                  | -                  | -           | -           | -           | 10     | 0      |
| 2001-2002        | Bari             | B                | 35         | 1          | CI              | 3               | 0               | -                  | -                  | -                  | -           | -           | -           | 38     | 1      |
| 2002-2003        | Bari             | B                | 32         | 3          | CI              | 7               | 1               | -                  | -                  | -                  | -           | -           | -           | 39     | 4      |
| 2003-2004        | Bari             | B                | 44+2       | 4          | CI              | 1               | 1               | -                  | -                  | -                  | -           | -           | -           | 47     | 5      |
| Totale Bari      | Totale Bari      | Totale Bari      | 119+2      | 8          |                 | 13              | 2               |                    | -                  | -                  |             | -           | -           | 134    | 10     |
| 2004-gen. 2005   | Fiorentina       | A                | 5          | 0          | CI              | 2               | 1               | -                  | -                  | -                  | -           | -           | -           | 7      | 1      |
| gen.-giu. 2005   | Lecce            | A                | 15         | 1          | CI              | 1               | 0               | -                  | -                  | -                  | -           | -           | -           | 16     | 1      |
| 2005-2006        | Lecce            | A                | 26         | 0          | CI              | 1               | 0               | -                  | -                  | -                  | -           | -           | -           | 27     | 0      |
| 2006-2007        | Lecce            | B                | 39         | 8          | CI              | 1               | 0               | -                  | -                  | -                  | -           | -           | -           | 40     | 8      |
| 2007-2008        | Lecce            | B                | 36         | 7          | CI              | 1               | 1               | -                  | -                  | -                  | -           | -           | -           | 37     | 8      |
| Totale Lecce     | Totale Lecce     | Totale Lecce     | 116        | 16         |                 | 4               | 1               |                    | -                  | -                  |             | -           | -           | 120    | 17     |
| 2008-2009        | Atalanta         | A                | 28         | 3          | CI              | 1               | 0               | -                  | -                  | -                  | -           | -           | -           | 29     | 3      |
| 2009-2010        | Atalanta         | A                | 33         | 7          | CI              | 1               | 0               | -                  | -                  | -                  | -           | -           | -           | 34     | 7      |
| Totale Atalanta  | Totale Atalanta  | Totale Atalanta  | 61         | 10         |                 | 2               | 0               |                    | -                  | -                  |             | -           | -           | 63     | 10     |
| 2010-2011        | Sporting Lisbona | PL               | 24         | 5          | CP+CdL          | 3+3             | 0+1             | UEL                | 7                  | 0                  | -           | -           | -           | 37     | 6      |
| 2011-2012        | Parma            | A                | 20         | 1          | CI              | 1               | 0               | -                  | -                  | -                  | -           | -           | -           | 21     | 1      |
| 2012-2013        | Parma            | A                | 29         | 4          | CI              | 1               | 0               | -                  | -                  | -                  | -           | -           | -           | 30     | 4      |
| 2013-gen. 2014   | Parma            | A                | 6          | 0          | CI              | 2               | 1               | -                  | -                  | -                  | -           | -           | -           | 8      | 1      |
| Totale Parma     | Totale Parma     | Totale Parma     | 55         | 5          |                 | 4               | 1               |                    | -                  | -                  |             | -           | -           | 58     | 6      |
| gen.-giu. 2014   | Colo-Colo        | PD               | 15         | 3          | CC              | -               | -               | CS                 | -                  | -                  | -           | -           | -           | 15     | 3      |
| 2014-2015        | Colo-Colo        | PD               | 23         | 6          | CC              | 5               | 0               | CL                 | 5                  | 0                  | -           | -           | -           | 33     | 6      |
| 2015-2016        | Colo-Colo        | PD               | 20         | 4          | CC              | 10              | 1               | CL                 | 4                  | 0                  | -           | -           | -           | 34     | 5      |
| Totale Colo-Colo | Totale Colo-Colo | Totale Colo-Colo | 58         | 13         |                 | 15              | 1               |                    | 9                  | 0                  |             | -           | -           | 82     | 14     |
| Totale carriera  | Totale carriera  | Totale carriera  | 477+2      | 72         |                 | 46              | 7               |                    | 16                 | 0                  |             | -           | -           | 541    | 79     |

### Cronologia presenze in nazionale
| Cronologia completa delle presenze e delle reti in nazionale ― Cile | Cronologia completa delle presenze e delle reti in nazionale ― Cile | Cronologia completa delle presenze e delle reti in nazionale ― Cile | Cronologia completa delle presenze e delle reti in nazionale ― Cile | Cronologia completa delle presenze e delle reti in nazionale ― Cile | Cronologia completa delle presenze e delle reti in nazionale ― Cile | Cronologia completa delle presenze e delle reti in nazionale ― Cile | Cronologia completa delle presenze e delle reti in nazionale ― Cile |
| Data                                                                | Città                                                               | In casa                                                             | Risultato                                                           | Ospiti                                                              | Competizione                                                        | Reti                                                                | Note                                                                |
| ------------------------------------------------------------------- | ------------------------------------------------------------------- | ------------------------------------------------------------------- | ------------------------------------------------------------------- | ------------------------------------------------------------------- | ------------------------------------------------------------------- | ------------------------------------------------------------------- | ------------------------------------------------------------------- |
| 24-4-2001                                                           | Santiago del Cile                                                   | Cile                                                                | 0 – 1                                                               | Uruguay                                                             | Qual. Mondiali 2002                                                 | -                                                                   | 57’                                                                 |
| 30-5-2006                                                           | Vittel                                                              | Costa d'Avorio                                                      | 1 – 1                                                               | Cile                                                                | Amichevole                                                          | -                                                                   | 64’                                                                 |
| 16-5-2010                                                           | Città del Messico                                                   | Messico                                                             | 1 – 0                                                               | Cile                                                                | Amichevole                                                          | -                                                                   | 46’                                                                 |
| Totale                                                              |                                                                     | Presenze                                                            | 3                                                                   |                                                                     | Reti                                                                | 0                                                                   |                                                                     |

## Palmarès

### Club

#### Competizioni nazionali
- Campionato cileno: 1

Colo-Colo: Clausura 2014
- Supercopa de Chile: 2

Colo Colo: 2017, 2018

### Individuale
- Calciatore cileno dell'anno: 2

2014, 2017